# Frank Robert

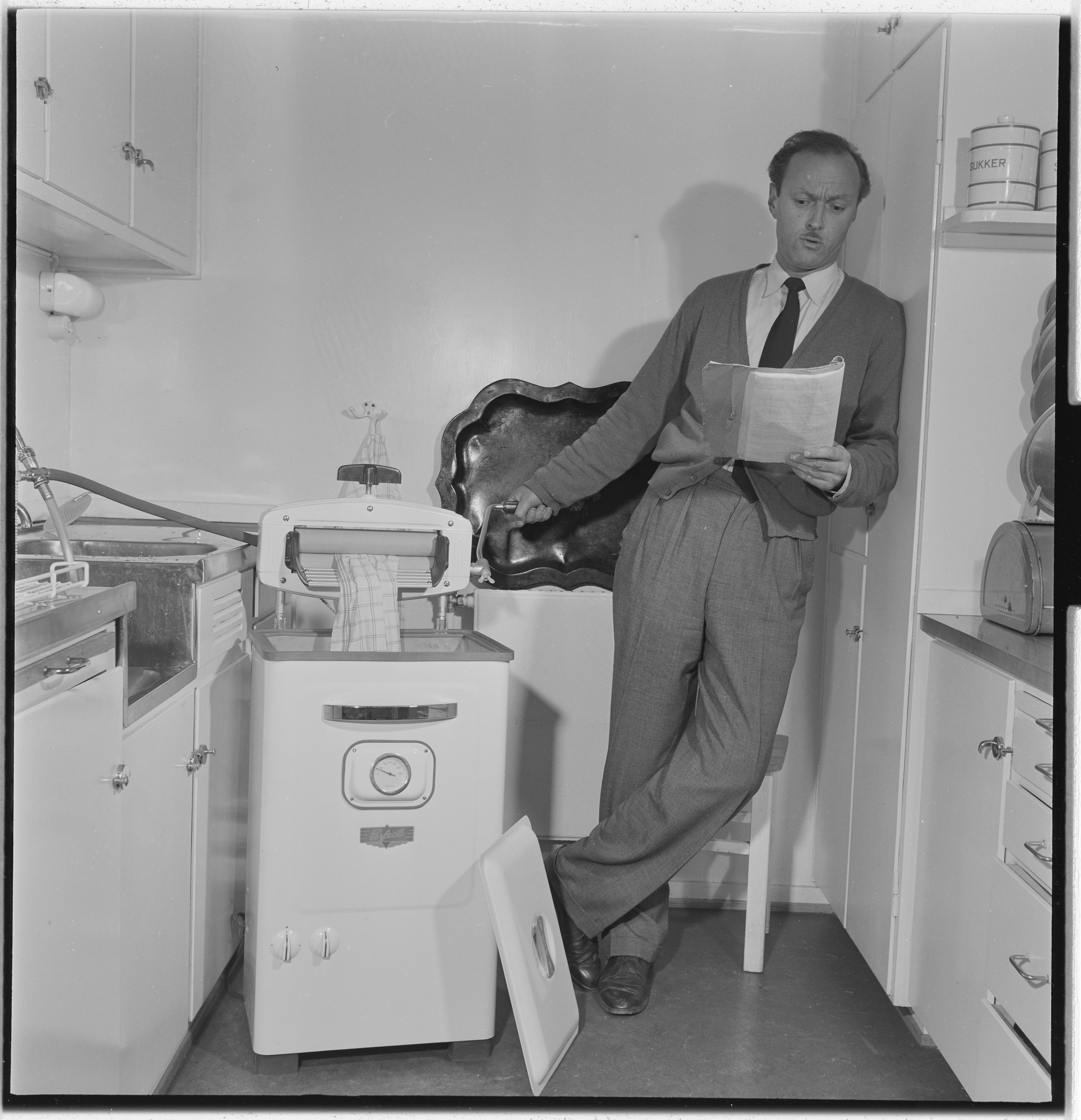
Frank Robert, 1955

Frank-Robert Olstad, hauptsächlich bekannt unter seinen Künstlernamen Frank Robert, (* 12. Oktober 1918 in Kristiania; † 13. Juli 2007 in Oslo) war ein norwegischer Schauspieler, Sänger und Tänzer.

## Werdegang
Robert debütierte 1938 am Carl Johan Teatret in Oslo. Von 1944 bis 1958 spielte er am Centralteatret bei einer Reihe von wichtigen Rollen in Komödien und Operetten mit. Zur gleichen Zeit wurde er auch bei vielen Film- und Hörspielproduktionen tätig. Frank Roberts Karriere war verbunden mit vielen Bühnenauftritten im Kabarett, in Komödien, Lustspielen und in der Operette sowie im absurden Theater. Des Weiteren spielte er in vielen Stücken der zeitgenössischen Dramatik und zu klassischen Aufführungen von Henrik Ibsen und August Strindberg mit. In Norwegen wurde er in den 1960- und 1970er Jahren, für seine Hauptrolle Dickie Dick Dickens der damals sehr populären gleichnamigen Dickie-Dick-Dickens-Hörspiele im NRK-Radioteatret (Radio-Theater), erstmals auch landesweit bekannt. Von 1958 bis 1962, und später von 1968 bis 1989, war er insbesondere im Nationaltheatret tätig. Hier spielte er mehrere Hauptrollen meist mit witzigen Charakteren, wie unter anderem in den Stücken: The Importance of Being Earnest (Hvem er Ernest, deutscher Titel: Ernst sein ist alles oder Bunbury) und Gerts have mit. Aber er spielte dort auch einige ernste Charakterrollen, wie z. B. den Pastor Manders in Gespenster (Ibsen). Er verabschiedete sich 1999 von seinem Publikum im Nationaltheatret, mit seinem letzten Auftritt in dem Stück På solsiden (Auf der Sonnenseite) in der Rolle als Onkel Severin, endgültig.
Des Weiteren trat er auch als Schauspieler in mehreren norwegischen Filmen auf. Einer seiner bekanntesten Auftritten, war die Doppel-Rolle als Teddy Winter / Ornithologe in dem Film Fjols til fjells von 1957 und seine Auftritte in der Rolle des Knappen (Knekten) in den norwegischen Neuverfilmungen der Olsenbanden-Filme sowie bei einigen bekannten Trickfilmen als Synchronsprecher, wie z. B. mit der Stimme von Theodor Felge (Reodor Felgen) im Hintertupfinger Grand Prix (1975). Im norwegischen Fernsehen wirkte er auch bei dem Programm Televimsen (1963 bis 1968) mit und gab dort der dortigen Trickfilmfigur seine Stimme.
Robert war ebenso als Sänger von 1950 bis in die 1960er Jahre bei mehreren bekannten norwegischen Musikproduktionen und Schallplatten-Aufnahmen beteiligt. So unter anderem bei Aufnahmen zu einem Kinderspielstück von 1952 des Schriftstellers Thorbjørn Egner zu Bamsens fødselsdag (Bamsen Geburtstag) und bei dem dänischen Hit Gresshoppen og valmuen (Die Heuschrecke und der Mohn) von 1953. Er war auch bei dem Rundfunksender NRK-Radio als Moderator und Sprecher tätig.

## Auszeichnungen
- 1973/1974: Teaterkritikerprisen (Theater-Kritikerpreis)
- 2005: Leif Justers ærespris (Leif-Juster-Ehrenpreis) für seine langjährige Tätigkeit in Komödien und im Kabarett.

## Familie
Frank Robert war mit der norwegischen Schauspielerin Randi Brænne (1911–2004) verheiratet und ist der Stiefvater des Schauspielers John Yngvar Fearnley (1940).

## Filmografie
- 1941: Kjærlighet og vennskap
- 1946: To liv
- 1952: Trine
- 1953: Flukt fra paradiset
- 1956: På solsiden
- 1957: Fjols til fjells
- 1963: Freske fraspark
- 1964: Klokker i måneskinn
- 1974: Olsenbanden møter Kongen & Knekten
- 1975: Hintertupfinger Grand Prix (Flåklypa Grand Prix) – norwegische Stimme zu Reodor Felgen
- 1979: Ridder Runde og hans kamp mot drager og baroner – TV-Serie
- 1980: Arme, syndige menneske
- 1980: Den som henger i en tråd (Fernsehserie)
- 1985: Hustruer – ti år etter
- 1990: Herman und der König von Belgien (Herman)
- 1998: Sonny, der Entendetektiv (Solan, Ludvig og Gurin med reverompa) – norwegische Stimme zu Reodor Felgen
- 1999: Olsenbandens siste stikk

## Hörspiele

### Liste seiner Rollen zu Hörspiele im NRK-Rundfunk
- 1959: Rolle in Jorden rundt på 80 dager
- 1960: Walter Carlisle in De forsvunne dokumenter
- 1960: Bob Novak in  Pengeutpresseren
- 1962: Dickie Dick Dickens in  Dickie Dick Dickens
- 1965: Dickie Dick Dickens in Dickie Dick Dickens
- 1965: Dickie Dick Dickens in Dickie Dick Dickens
- 1967: Raste i Manøver Mord
- 1970: Dickie Dick Dickens in Hvorfor senatorens frue glemte sin forlovelsesdag
- 1970: Dickie Dick Dickens in Symfoni i knall
- 1970: Dickie Dick Dickens in Hvem i all verden er hvem
- 1970: Dickie Dick Dickens in Krøll med kuler og krutt
- 1973: Dickie Dick Dickens in Så bortfører vi litt
- 1975: Oddvar Kristoffersen in Millionærdatter kidnappet
- 1976: Floyd i Et lys som av tusen soler
- 1976: Dickie Dick Dickens in Hverdag i Chicago
- 1977: Buddy in Farlige Hvetebrødsdager
- 1980: Hunter in Huggtann
- 1983: Oberst Anders Holger in Morderen uten ansikt
- 1987: Torstein in Lev farlig
- 1988: Henrik Birchmann in Fredløs blant de døde
- 1992: Joyce in Skatten på Sjørøverøya
- 1998: Joachim Jespersen in Den hemmelighetsfulle X